# Chaunoplectella
Chaunoplectella is een geslacht van sponsdieren uit de klasse van de Hexactinellida.

## Soort
- Chaunoplectella cavernosa Ijima, 1896